# Jerzy Tarsiński
Jerzy Tarsiński (ur. 21 grudnia 1943 w Krakowie) – polski muzyk rockowy, gitarzysta zespołu Skaldowie. Wcześniej występował w grupach Krakusy i Szwagry.
29 czerwca 2006 został odznaczony przez ministra kultury i dziedzictwa narodowego  Kazimierza Michała Ujazdowskiego Srebrnym Medalem „Zasłużony Kulturze Gloria Artis”.